# Гурира, Данай
Данай Гурира (англ. Danai Gurira; род. 14 февраля 1978, Айова) — американская актриса и драматург, наиболее известная благодаря ролям Мишонн в сериале AMC «Ходячие мертвецы» и Окойе в кинематографической вселенной Marvel. Работы Гурира в качестве драматурга принесли ей премии «Драма Деск» и Obie, а также номинацию на «Тони».

## Жизнь и карьера
Данай Джекесай Гурира родилась в Айове в семье эмигрантов из Родезии (ныне Зимбабве). Позже она закончила Нью-Йоркский университет и вскоре дебютировала в театре. В 2005 году она написала пьесу In the Continuum, которая принесла ей премии Obie и Outer Critics Circle Award. В 2007 году она сыграла одну из главных ролей в фильме «Посетитель», а после появилась в картинах «Город призраков» и «Забери мою душу».
В 2009 году Данай Гурира дебютировала на Бродвее в пьесе Августа Уилсона Joe Turner’s Come and Gone. В 2010—2011 годах у неё была второстепенная роль в телесериале HBO «Тримей».
В марте 2012 года было объявлено, что Данай Гурира будет играть роль Мишонн в третьем сезоне телесериала «Ходячие мертвецы».
Незадолго до начала съёмок в сериале «Ходячие мертвецы» Данай Гурира сыграла главную роль в независимом фильме режиссёра Эндрю Досунму «Мать Джорджа», который был впервые показан в рамках кинофестиваля «Сандэнс» в январе 2013 года. Гурира получила похвалу от критиков за свою игру в фильме, которые в частности называли её мощной и невероятно глубокой и убедительной в роли бесплодной нигерийской эмигрантки, пытающейся завести ребёнка для своего американского мужа.
В апреле 2013 года Данай Гурира была включена в список «Ста самых красивых людей» по версии журнала People.
В 2015 году пьеса Гурира Eclipsed с Лупитой Нионго в главной роли стартовала на офф-бродвейской сцене. Позже постановка переместилась на Бродвей, что позволило ей быть выдвинутой на «Тони».
В 2016 году Гурира сыграла роль Афени Шакур в биографическом фильме «Тупак Шакур» о жизни рэпера.

## Фильмография

### Фильмы
| Год  | Название на русском            | Название на английском                       | Роль                     | Примечания |
| ---- | ------------------------------ | -------------------------------------------- | ------------------------ | --- |
| 2007 | Посетитель                     | The Visitor                                  | Зайнаб                   | Method Fest Independent Film Festival Award за лучшую женскую роль второго плана Премия Общества кинокритиков Бостона за лучший актёрский состав Номинация — Gotham Award за лучший актёрский состав                                                                                    |
| 2008 | Город призраков                | Ghost Town                                   | Призрак                  | |
| 2010 | Три семьи                      | 3 Backyards                                  | Женщина в голубом платье | |
| 2010 | Забери мою душу                | My Soul to Take                              | Джинн-Баптист            | |
| 2011 | Беспокойный город              | Restless City                                | Сиси                     | |
| 2013 | Мать Джорджа                   | Mother of George                             | Аденекай Олимид Балойген | Black Reel Award за лучшую женскую роль Номинация — Black Reel Award за лучший прорыв года Номинация — Acapulco Black Film Festival Award за лучшую женскую роль Номинация — Chlotrudis Award за лучшую женскую роль Номинация — Women Film Critics Circle Award за лучшую женскую роль |
| 2014 | Феи: Легенда о чудовище        | Tinker Bell and the Legend of the NeverBeast | Фири                     | Озвучивание |
| 2017 | 2pac: Легенда                  | All Eyez on Me                               | Афени Шакур              | |
| 2018 | Чёрная пантера                 | Black Panther                                | Окойе                    | Премия «Сатурн» лучшей киноактрисе второго плана (2018) Премия Гильдии киноактёров США за лучший актёрский состав в игровом кино (2019) |
| 2018 | Мстители: Война бесконечности  | Avengers: Infinity War                       | Окойе                    | |
| 2019 | Мстители: Финал                | Avengers: Endgame                            | Окойе                    | |
| 2022 | Чёрная пантера: Ваканда навеки | Black Panther: Wakanda Forever               | Окойе                    | |
| 2026 | Matchbox                       | Matchbox                                     |                          | пост-продакшн |
| 2027 | Афера Томаса Крауна            | The Thomas Crown Affair                      |                          | сьёмки |

### Телевидение
| Год       | Название на русском                   | Название на английском              | Роль                 | Примечания |
| --------- | ------------------------------------- | ----------------------------------- | -------------------- | --- |
| 2004      | Закон и порядок: Преступное намерение | Law & Order: Criminal Intent        | Марэй Роса Рамбидзяй | Эпизод: «Inert Dwarf» |
| 2009      | Жизнь на Марсе                        | Life on Mars                        | Анджела              | Эпизод: «The Simple Secret of the Note in Us All» |
| 2009      | Закон и порядок                       | Law & Order                         | Кортни Оуэнс         | Эпизод: «Fed» |
| 2010      | Обмани меня                           | Lie to Me                           | Мишель Руссо         | Эпизод: «Exposed» |
| 2010—2011 | Тримей                                | Treme                               | Джилл                | 6 эпизодов |
| 2012—2020 | Ходячие мертвецы                      | The Walking Dead                    | Мишонн               | Регулярная роль Премия «Спутник» за лучший актёрский состав в телесериале (2012) Номинация — NAACP Image Award за лучшую женскую роль второго плана в драматическом сериале (2016) Премия «Сатурн» лучшей телеактрисе второго плана (2016) |
| 2024      | Ходячие мертвецы: Выжившие            | The Walking Dead: The Ones Who Live | Мишонн               | Регулярная роль |